# Risøysundet
Risøysundet er en del af det sund som adskiller Andøy og Hinnøya i Nordland fylke i Norge. Risøysundet forbinder Andfjorden (som også er et sund) og Sortlandsundet . Sundet er lavvandet, og for at større både skulle kunne passere gennem det, er der gravet en sejlrende gennem det mest lavvandede område; Risøyrenden blev åbnet i 1922, og udvidet og nyåbnet i 2001.
I syd går Risøysundet over i Sortlandsundet, med Gavlfjorden ude mod nordvest. I nord løber sundet ud i Andfjorden nord om Lovika.
Andøybroen krydser Risøysundet mellem Dragnes på Hinnøya og Risøyhamn på Andøya. Broen blev åbnet i 1974. Hurtigruten går gennem sundet, med anløb i Risøyhamn mellem Sortland og Harstad.
Den nordvestlige del af Risøysundet er fredet med navnet Risøysundet naturreservat.